# シンクレアジョセフ孝ノ助
シンクレア ジョセフ 孝ノ助（シンクレア ジョセフ こうのすけ、2001年6月12日 - ）は、埼玉県吉川市生まれ、カナダ出身のプロ野球選手（投手・育成選手）。埼玉西武ライオンズ所属。
登録名はシンクレア。

## 経歴

### プロ入り前
日本人の母とカナダ人の父を持ち、母の故郷・埼玉県吉川市で生まれたが、生後6か月で父の母国・カナダへ戻った。MLB中継を見て、イチローや松坂大輔といった日本人選手も活躍していることを母から教えられ、これを機にソフトボールに触れる。小学校2年生のときに1年間だけ日本で生活し、その際に少年軟式野球チーム「吉川ストーム」で本格的に野球を始め、再びカナダへ戻ってからはリトルリーグでプレー。2014年のリトルリーグ世界選手権ではカナダ代表に選出されていた。日本で野球を始めたときは遊撃手だったが、小学4年生で投手を始めてからポジションはずっと投手であった。
ジョンオリバー高校卒業後はアメリカのコチス短大、メアリー大学でプレー。アメリカでの4年間ではMLB4球団のスカウトが視察に訪れるも、視察日に限って上手くアピールできなかった。卒業が近づき、野球を続けるか就職するか悩んだが、「野球を諦めきれなかったんです。日本で野球をやってみたいし、NPBに今一番近い球団じゃないかなって知り合いの方が言ってくれたので」と2023年シーズン途中の5月19日に四国アイランドリーグplus・徳島インディゴソックスへの入団が発表された。登録名はシンクレア。

### 四国IL・徳島時代
選手公示された5月26日時点では練習生で、6月2日に契約選手となった。前期最終戦となった6月7日の香川オリーブガイナーズ戦がプロ初登板となり、2回1失点（自責点0）であった。後期は10試合に登板し、この年は11試合の登板で1勝0敗、27イニングを投げて防御率0.67という成績を残した。
10月26日に開催されたドラフト会議にて、埼玉西武ライオンズから育成1位指名を受けた。11月14日に支度金350万円・年俸400万円（金額はいずれも推定）で仮契約を結んだ。背番号は125。

### 西武時代
2024年はイースタン・リーグでの登板は1試合にとどまった。

## 選手としての特徴
持ち球は最速151km/hのストレート、ツーシーム、スライダー、スプリット。
ツーシームとスライダーは横変化が大きく、「ツーシームとスライダーは日本ではそんなに見ないと思います」と本人も自信を持つ。ストレートもシュート方向への変化が平均より大きく、ゴロを量産する左腕である。

## 詳細情報

### 独立リーグでの投手成績
出典は四国アイランドリーグplusデータサイト。
| 年 度     | 球 団     | 登 板 | 先 発 | 完 投 | 完 封 | 無 四 球 | 勝 利 | 敗 戦 | セ 丨 ブ | ホ 丨 ル ド | 勝 率 | 打 者 | 投 球 回 | 被 安 打 | 被 本 塁 打 | 与 四 球 | 敬 遠 | 与 死 球 | 奪 三 振 | 暴 投 | ボ 丨 ク | 失 点 | 自 責 点 | 防 御 率 | W H I P |
| --------- | --------- | ----- | ----- | ----- | ----- | -------- | ----- | ----- | -------- | ----------- | ----- | ----- | -------- | -------- | ----------- | -------- | ----- | -------- | -------- | ----- | -------- | ----- | -------- | -------- | ------- |
| 2023      | 徳島      | 11    | 0     | 0     | 0     | 0        | 1     | 0     | 0        | 1           | 1.000 | 108   | 27.0     | 18       | 1           | 8        | -     | 3        | 21       | 0     | 0        | 3     | 2        | 0.67     | 0.96    |
| 通算：1年 | 通算：1年 | 11    | 0     | 0     | 0     | 0        | 1     | 0     | 0        | 1           | 1.000 | 108   | 27.0     | 18       | 1           | 8        | -     | 3        | 21       | 0     | 0        | 3     | 2        | 0.67     | 0.96    |

### 背番号
- 47（2023年）
- 125（2024年[22] - ）

### 登録名
- シンクレア（2023年 - ）